# یوری اوسیپیان
یوری اوسیپیان (ارمنی: Յուրի Անդրեյի Օսիպյան روسی: Юрий Андреевич Осипьян؛ زاده ۱۵ فوریه ۱۹۳۱ درگذشته ۱۰ سپتامبر ۲۰۰۸) یک فیزیک‌دان اهل روسیه-ارمنستان بود.